# Nikołaj Kawtaradze
Nikołaj Wissarionowicz Kawtaradze (ros. Николай Виссарионович Кавтарадзе, ur. 1897 we wsi Dzweli Senaki w guberni kutaiskiej, zm. 1972 w Tbilisi) – funkcjonariusz radzieckich służb specjalnych, pułkownik.

## Życiorys
Urodzony w biednej gruzińskiej rodzinie chłopskiej, 1909 skończył szkołę w rodzinnej wsi, pracował w sklepie w Poti, od sierpnia 1915 do grudnia 1918 służył w rosyjskiej armii w Tbilisi, później w gruzińskiej armii jako starszy pisarz 2 pułku pogranicznego. Od lutego 1921 agent ochrony w tbiliskiej Czece, później pełnomocnik Wydziału Transportowego Czeki/OGPU Kolei Zakaukaskiej w Tbilisi, od października 1927 w WKP(b), od stycznia 1928 do czerwca 1929 w szkole Wydziału Transportowego OGPU ZSRR. 1935-1936 szef punktu operacyjnego Wydziału Transportowego Zarządu Bezpieczeństwa Państwowego (UGB) NKWD Gruzińskiej SRR w Chaszuri, od 13 stycznia 1936 porucznik bezpieczeństwa państwowego, od 1936 do kwietnia 1937 pełnomocnik operacyjny Wydziału Transportowego UGB NKWD Gruzińskiej SRR, od kwietnia 1937 do stycznia 1938 starszy pełnomocnik operacyjny Wydziału 4 UGB i szef oddziału Wydziału Aresztów Miejskich NKWD Gruzińskiej SRR, od stycznia do maja 1938 szef rejonowego oddziału NKWD w Cziaturze, od maja 1938 do lutego 1940 szef Zarządu Dróg Szosowych NKWD ZSRR, od 14 września 1939 starszy porucznik bezpieczeństwa państwowego. Od 1940 do marca 1941 specjalny pełnomocnik NKWD Gruzińskiej SRR, 19 grudnia 1940 awansowany na kapitana bezpieczeństwa państwowego, od kwietnia 1941 zastępca szefa Wydziału Kadr i szef Inspekcji Specjalnej NKWD Gruzińskiej SRR, 1941-1943 zastępca szefa Wydziału 1 NKWD Gruzińskiej SRR, od stycznia do maja 1943 zastępca ludowego komisarza spraw wewnętrznych Abchaskiej SRR, 11 lutego 1943 awansowany na podpułkownika bezpieczeństwa państwowego. Od maja 1943 do 4 stycznia 1944 zastępca szefa Wydziału 2 NKGB Gruzińskiej SRR, od 4 stycznia do 30 kwietnia 1944 zastępca szefa Wydziału Kadr i szef Inspekcji Specjalnej NKGB Gruzińskiej SRR, 28 stycznia 1944 mianowany pułkownikiem bezpieczeństwa państwowego, od 30 kwietnia 1944 do 20 grudnia 1945 pomocnik ludowego komisarza bezpieczeństwa państwowego Gruzińskiej SRR ds. pracy gospodarczej, od 20 grudnia 1945 do 10 stycznia 1948 zastępca ludowego komisarza/ministra bezpieczeństwa państwowego Gruzińskiej SRR ds. kadr, od 10 stycznia 1948 do 19 grudnia 1951 szef Zarządu Ochrony MGB Kolei Zakaukaskiej, od marca 1952 na emeryturze w Tbilisi.

## Odznaczenia
- Order Lenina (30 kwietnia 1946)
- Order Czerwonego Sztandaru (dwukrotnie - 3 listopada 1944 i 1 czerwca 1951)
- Order Wojny Ojczyźnianej I klasy (24 sierpnia 1949)
- Order „Znak Honoru” (20 września 1943)
- Odznaka "Zasłużony Funkcjonariusz NKWD" (15 sierpnia 1942)

I 3 medale.